# Michael Grossert
Alois Josef Michael ("Michael") Grossert (Sursee, 31 januari 1927; Parijs 2014) was een Zwitserse beeldhouwer.

## Leven en werk
Grossert volgde van 1943 tot 1946 een opleiding tot timmerman en bezocht in 1948 de kunstnijverheidsschool in Luzern. Van 1949 tot 1953 werkte hij in het atelier van de steenbeeldhouwer Albert Schilling in Arlesheim en volgde cursussen aan de Kunstgewerbeschule in Bazel. In 1953 kreeg Grossert zijn eerste expositie in het Kunstmuseum Luzern in Luzern. Hij verhuisde in hetzelfde jaar naar Bazel. Van 1955 tot 1960 was hij tekenleraar aan een middelbare school in Sursee en van 1960 tot 1966 aan een gymnasium in Aarau.
Grossert kreeg in 1952 en in 1955 de Förderpreis der Eidgenössischen Kunstkommission. In 1958 werd hij uitgenodigd voor de belangrijke Plastikausstellung Biel 1958 en in 1960 nam hij deel aan het tweede Symposion Europäischer Bildhauer voor steenbeeldhouwers van Karl Prantl in het Oostenrijkse Sankt Margarethen im Burgenland. In 1966 kreeg hij enkele stipendia en verhuisde met zijn familie naar Parijs. Hij nam deel aan enkele groepstentoonstellingen, zoals de Salon de Mai, de Salon de la Jeune Sculpture en de Salon des Réalités Nouvelles. Hij ontdekte kunststof als materiaal voor zijn sculpturen, die hij beschilderde. Hij maakte ruimtelijke beeldengroepen, de Polychrome Polyesterlandschappen, zoals Zone Infinie en  Lieu dit.
Hij exposeerde in Frankrijk en in Zwitserland. In 1990 verbrandde zijn Parijse atelier en gingen bijna al zijn werken verloren. In 1993 kreeg Grossert de Prix de la Sculpture van de Académie des Beaux-Arts in Parijs. De kunstenaar woont thans weer in Bazel.

## Werken (selectie)
- Composition 1957 C7 (1957), Plastikausstellung 1958 in Biel
- Zonder titel (1960), Sankt Margarethen im Burgenland
- Transformateur polychrome (1966)
- Zone Infinie (1968)
- Skulpturenhof (1973), lagere school Aumatt in Reinach (Aargau)
- Lieu dit (1975), am Heuwagen in Bazel
- Brunnen (1987/88), plein voor de Stadthalle in Sursee

## Fotogalerij

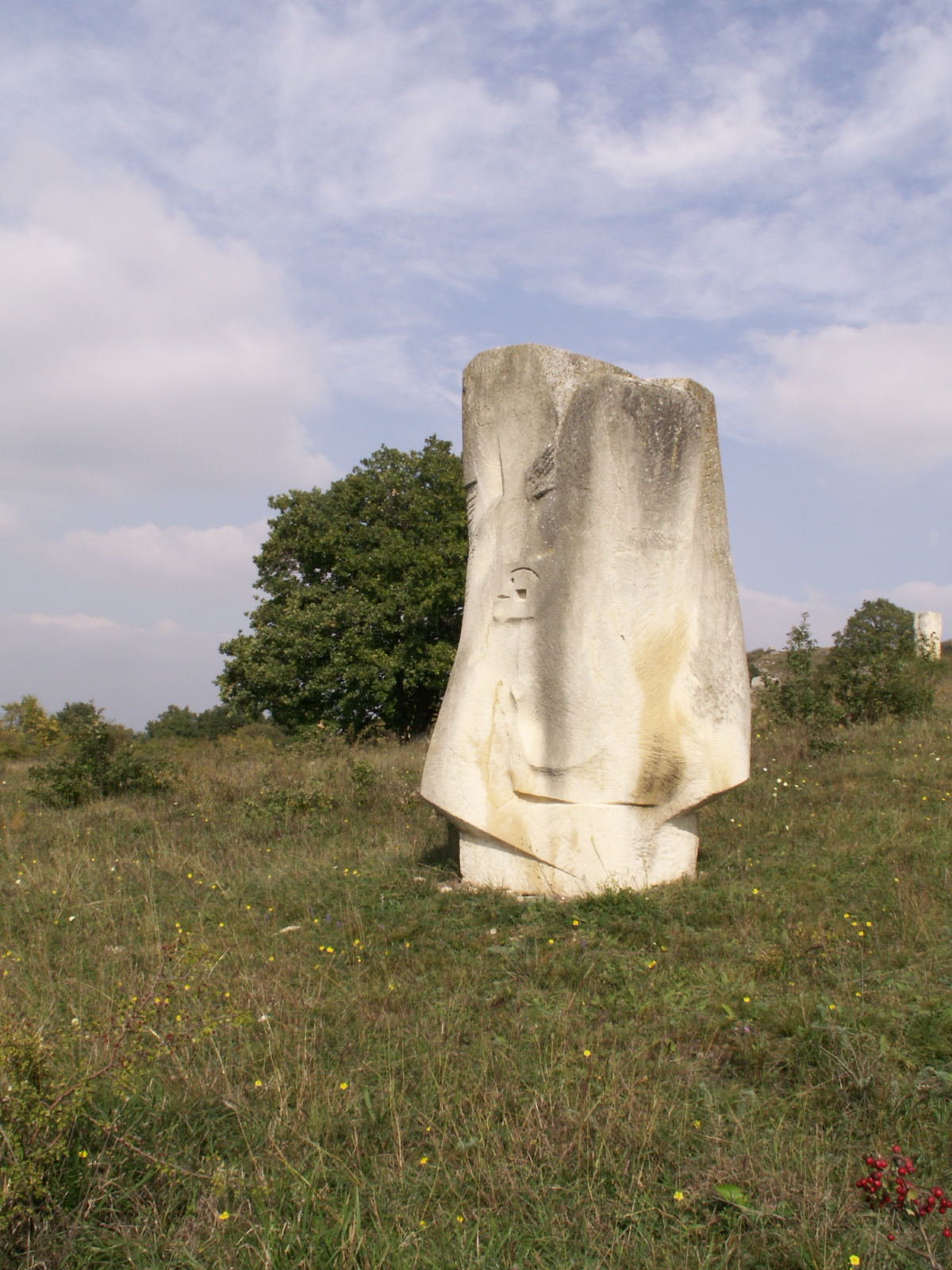
Zonder titel (1960)
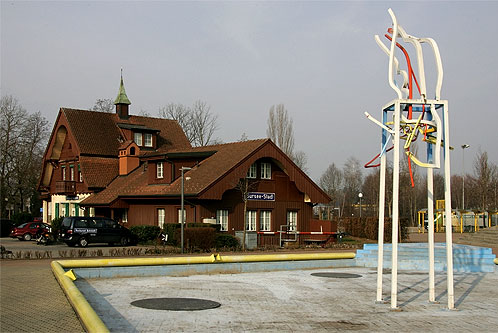
Brunnen (1987/88)